# Ihor Czerwynśkyj
Ihor Czerwynśkyj, ukr. Ігор Червинський (ur. 16 grudnia 1981), ukraiński pływak specjalizujący się w długich dystansach, zwłaszcza w 1500 metrów stylem dowolnym.
Czerwiński największe sukcesy odnosił w latach 2000–2004, kiedy to zdobywał mistrzostwo Europy 2000 oraz medale mistrzostw świata.

## Sukcesy

### Mistrzostwa świata na długim basenie
- 2003 Barcelona: 800 m stylem dowolnym
- 2003 Barcelona: 1500 m stylem dowolnym

### Mistrzostwa świata na krótkim basenie
- 2000 Ateny: 1500 m stylem dowolnym

### Mistrzostwa Europy na długim basenie
- 2000 Helsinki: 1500 m stylem dowolnym
- 2002 Berlin: 1500 m stylem dowolnym
- 2004 Madryt: 1500 m stylem dowolnym